# Teodoro Obiang Nguema Mbasogo
Teodoro Obiang Nguema Mbasogo (ur. 5 czerwca 1942 w Acoacán) – polityk i wojskowy, przywódca Gwinei Równikowej od sierpnia 1979. W 1982 oficjalnie mianowany prezydentem kraju, sprawuje nieustannie władzę od ponad 40 lat. Przewodniczący Unii Afrykańskiej w latach 2011–2012.
Karierę rozpoczął w wojsku, z którym związany był przez ponad 15 lat. Po objęciu władzy w Gwinei Równikowej przez wuja Francisco Macíasa Nguemę, rozpoczął pracę w administracji państwowej. W sierpniu 1979 stanął na czele wojskowego zamachu stanu, który obalił krwawą dyktaturę Macíasa. Jako przewodniczący junty wojskowej przejął władzę w kraju. W referendum w 1982 został mianowany prezydentem. W wyborach w 1989, 1996, 2002, 2009, 2016 i 2022 uzyskiwał reelekcję, jednak żadne z nich nie zostały uznane za wolne i uczciwe przez rządowe i pozarządowe organizacje międzynarodowe.
Rządy Obianga charakteryzują się zwalczaniem opozycji i dominacją w polityce stworzonej przez niego Partii Demokratycznej Gwinei Równikowej. Prezydent krytykowany jest przez organizacje międzynarodowe za korupcję, nadużycia władzy, czerpanie zysków ze sprzedaży ropy naftowej, łamanie praw człowieka i kult własnej osoby. W polityce zagranicznej stara się zachować przyjazne stosunki z państwami, z którymi Gwinea Równikowa współpracuje znacząco w sektorze naftowym: Hiszpanią, Francją i Stanami Zjednoczonymi.
W listopadzie 2021 r. Teodoro Obiang Nguema Mbasogo został wybrany na kongresie swojej partii jako kandydat na szóstą kadencję w wyborach w 2023 r.

## Młodość i edukacja
Teodoro Obiang Nguema Mbasogo urodził się w 1942 w mieście Acoacán, niedaleko Mongomo w prowincji Wele-Nzas, we wschodniej części kraju przy granicy z Gabonem. Był trzecim z dziesięciorga dzieci Nguemy Eneme Obamy oraz Mbasogo Ngui. Należał do klanu Esangui grupy etnicznej Fang.
W 1950 rozpoczął naukę w Szkole w Mongomo. W 1958, w uznaniu za osiągnięcia w nauce, został przeniesiony do grupy szkolnej „Cardenal Cistnero” w Ebibeyin. W tym samym roku zaczął naukę w Szkole Misyjnej Księży „Claretrados” w Bacie i został ochrzczony w wierze katolickiej.
W czerwcu 1963 został kadetem Straży Terytorialnej i brał udział w szkoleniu w Malabo. 15 września 1963 wstąpił do prestiżowej Akademii Wojskowej Generała Francisco Franco w Saragossie w Hiszpanii. Ukończył ją w 1965, specjalizując się w dziedzinie obsługi pojazdów wojskowych.

## Kariera wojskowa
W czasie rządów swego wuja, pierwszego prezydenta Gwinei Równikowej Francisco Macías Nguemy (1968–1979), rozpoczął karierę w strukturach wojskowych. 5 lipca 1965 został podporucznikiem Straży Terytorialnej Gwinei Równikowej i przez kolejne lata służył w różnych jednostkach. 20 listopada 1969 został awansowany do stopnia porucznika Gwardii Narodowej, przejmując w grudniu odpowiedzialność za wszystkie siły obrony stołecznego regionu Malabo. 8 lipca 1970 został mianowany na stanowisko dyrektora planowania i zasobów w Ministerstwie Obrony. 19 kwietnia 1971, w uznaniu zasług w czasie tłumienia antyrządowego zamachu stanu, został awansowany na kapitana.
21 czerwca 1976 objął stanowisko sekretarza generalnego w Ministerstwie Sił Zbrojnych. W 1979 został wiceministrem sił zbrojnych oraz podpułkownikiem. 31 stycznia 1981 otrzymał stopień pułkownika.

## Przejęcie władzy

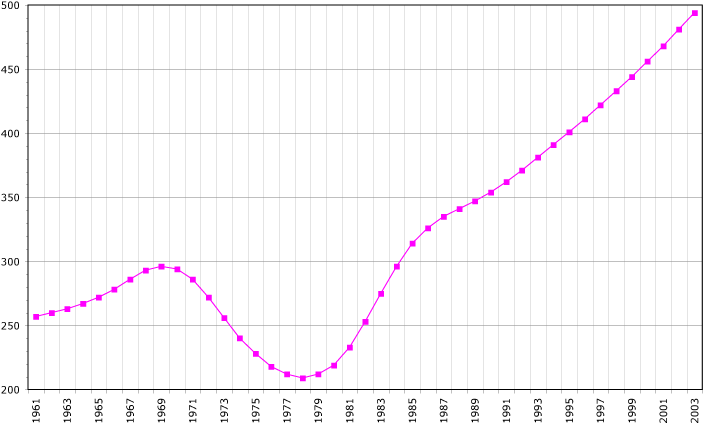
Spadek liczby ludności w Gwinei Równikowej w czasach dyktatury Francisco Macíasa Nguemy sięgnął 30%

Reżim Francisco Macíasa Nguemy był jednym z najkrwawszych w Afryce. Cechował się licznymi represjami i łamaniem praw człowieka. Z obawy przed zbrodniczymi działaniami, 1/3 populacji kraju uciekła do państw ościennych. Wśród ofiar znalazł się brat Obianga, który został stracony za żądanie wypłaty zaległego uposażenia. 3 sierpnia 1979 Obiang Nguema stanął na czele wojskowego zamachu stanu, który doprowadził do obalenia 11-letniej dyktatury jego wuja. 18 sierpnia został jednogłośnie wybrany przewodniczącym Najwyższej Rady Wojskowej, junty wojskowej, która przejęła rządy w kraju. 18 października 1979 został zaprzysiężony na tym stanowisku.
W momencie zamachu Macias uciekł ze stolicy, został jednak schwytany i postawiony przed Specjalnym Sądem Wojskowym. Został oskarżony o ludobójstwo, wielokrotne morderstwa, defraudację funduszy państwowych oraz inne przestępstwa. Uznany winnym wszystkich zarzucanych mu czynów, 29 września 1979, wyrokiem sądu został rozstrzelany. Rząd Hiszpanii jako pierwszy uznał nowe władze oraz zaoferował pomoc finansową i techniczną. Obiang ogłosił przywrócenie rządów prawa i zerwanie z represyjnymi działaniami swego poprzednika, jednak utrzymał zakaz działalności partii politycznych i sprawował władzę poprzez Najwyższą Radę Wojskową, która zdominowana była przez członków jego własnego klanu Esangui.
Z powodu rosnącej presji ze strony opozycyjnych grup na uchodźstwie i potrzeby zagwarantowania międzynarodowej pomocy finansowej, zmuszony był uczynić pewne polityczne ustępstwa. Jednym z jego posunięć było ułaskawienie dawnych więźniów politycznych. W grudniu 1981 w skład Najwyższej Rady Wojskowej weszli pierwsi cywile. W 1982 opracowano projekt nowej konstytucji. W referendum z 15 sierpnia 1982 poparło ją 95,38% obywateli. Konstytucja gwarantowała ochronę praw człowieka i ograniczoną formę społecznej reprezentacji w organach władzy. Jednocześnie, razem z przyjęciem konstytucji, obywatele opowiedzieli się za objęciem przez Obianga stanowiska prezydenta na okres 7-letniej kadencji. W sierpniu 1983 odbyły się wybory parlamentarne, w których 41 deputowanych, wyznaczonych przez prezydenta, zostało jednogłośnie wybranych do Izby Reprezentantów.

## Prezydent Gwinei Równikowej

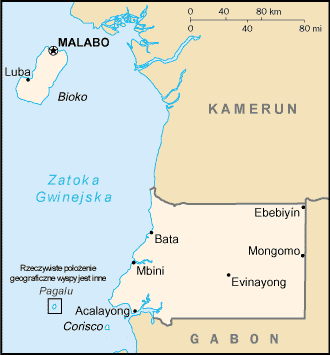
Gwinea Równikowa – wyspa Bioko i część kontynentalna

### Lata 80. XX w.
W latach 80. XX w. rządy Obianga były kilkakrotnie naznaczone zamachami stanu. Do pierwszej próby zamachu doszło w kwietniu 1981, a następnie w maju i w listopadzie 1983. W styczniu 1986 prezydent wzmocnił swoją kontrolę nad wojskiem, obejmując stanowisko ministra obrony. W lipcu 1986 doszło do czwartej próby zamachu stanu. Szturm starszych oficerów na pałac prezydencki w Malabo został stłumiony przez wojsko wierne głowie państwa. W następnym miesiącu, domniemany lider zamachu, Eugenio Abeso Mondu, został skazany na śmierć i stracony, a 12 innych osób otrzymało wyroki więzienia.
W sierpniu 1987 Obiang Nguema ogłosił utworzenie Partii Demokratycznej Gwinei Równikowej (PDGE, Partido Democrático de Guinea Ecuatorial), jako jedynej legalnie działającej w kraju. W wyborach w lipcu 1988 jej przedstawiciele zdobyli 99,2% głosy poparcia i wszystkie mandaty w parlamencie. W wyborach prezydenckich z 25 czerwca 1989 (pierwszych od czasu niepodległości) Obiang, jako jedyny kandydat, z wynikiem 99,96% głosów poparcia, zapewnił sobie reelekcję na stanowisku prezydenta na kolejną 7-letnią kadencję. Przedstawiciele grup opozycyjnych skrytykowali sposób przeprowadzenia wyborów i uznali ich wynik za nieważny.

### Prezydentura 1989–1996
Na początku lat 90. XX w. prezydent w dalszym ciągu sprzeciwiał się wprowadzeniu systemu wielopartyjnego i w grudniu 1990 uwięził 30 aktywistów domagających się zmian demokratycznych. Organizacja Amnesty International oskarżyła władze Gwinei Równikowej o więzienie i torturowanie przeciwników politycznych i śmierć 6 osób przetrzymywanych w areszcie. W kwietniu 1991 partie opozycyjne utworzyły na wychodźstwie wspólną koalicję. W sierpniu 1991 delegaci PDGE, na kongresie partii, opowiedzieli się za uchwaleniem nowej demokratycznej konstytucji, legalizującej działalność innych partii politycznych i znoszącej ograniczenia wobec mediów. Pod naporem środowisk krajowych i zagranicznych, prezydent zgodził się rozpocząć prace nad projektem nowej konstytucji. W listopadzie 1991, w narodowym referendum, 98,4% głosujących poparło jej projekt. W styczniu 1992 przepisy prawa weszły w życie i oficjalnie wprowadziły w kraju swobodę działalności partii politycznych oraz wolność zgromadzeń i demonstracji. Opozycja odrzuciła jednak przepisy ustawy zasadniczej, uznając je za zbyt rygorystyczne. Nowa konstytucja znosiła limit kadencji prezydenta, wprowadzała zakaz kandydowania w wyborach osobom niezamieszkującym Gwinei przez co najmniej 10 lat i wprowadzała obowiązek wysokich opłat rejestracyjnych dla partii politycznych, które dodatkowo nie mogły pochodzić ze źródeł zagranicznych. W styczniu 1992 prezydent powołał nowy rząd, składający się wyłącznie z członków PDGE, a służby bezpieczeństwa kontynuowały aresztowania przedstawicieli opozycji.
W lutym i marcu 1993 Obiang spotkał się z przedstawicielami opozycji w celu wynegocjowania „paktu narodowego”, mającego ułatwić przeprowadzenie wyborów parlamentarnych. Pakt miał gwarantować swobodę działalności organizacji politycznych i równy dostęp do środków masowego przekazu. Rząd nie dotrzymał jednak umowy i dokonał aresztowania wielu przeciwników politycznych. W sierpniu 1993 na wyspie Annobón doszło do starć zwolenników opozycji z siłami bezpieczeństwa. Prezydent o podsycanie zamieszek oskarżył władze hiszpańskie, czemu te jednak zdecydowanie zaprzeczyły.
W wyborach w listopadzie 1993 PDGE zdobyła 68 z 80 mandatów w Izbie Reprezentantów. Wybory zostały zbojkotowane przez większość partii opozycyjnych w proteście przeciw odmowie wyrażenia zgody przez Obianga na obecność międzynarodowych obserwatorów. Pod naciskiem międzynarodowych darczyńców, w 1995 prezydent zgodził się zmienić restrykcyjne prawo wyborcze, skracając okres wymaganego domicylu przed startem w wyborach z 10 do 5 lat.
W lutym 1995 Obiang Nguema oskarżył kilkunastu działaczy opozycji o antyrządowy spisek. Jednym z oskarżonych był lider partii PPGE (Pertido del Progreso de Guinea Equatorial), Severo Moto Nsa. W kwietniu wszyscy zostali uznani za winnych i skazani na kary więzienia. Moto Nsa otrzymał karę 27 lat pozbawienia wolności. Proces i wyrok zgodnie potępiły rządy państw trzecich. W sierpniu, po spotkaniu z delegacją prezydenta Francji Jacques’a Chiraca, prezydent Obiang nieoczekiwanie ułaskawił wszystkich skazanych członków PPGE.

### Prezydentura 1996–2002
25 lutego 1996 Obiang Nguema wziął po raz drugi udział w wyborach prezydenckich. Wybory zostały zbojkotowane przez opozycję, a urzędujący prezydent zdobył 97,85% głosów poparcia. W sierpniu 1996 awansował siebie na stopień generała. W listopadzie 1995 sąd wojskowy uznał 11 oficerów winnych spiskowania przeciw głowie państwa i skazał ich na kary więzienia. W sierpniu 1997 lider opozycji Moto Nsa i 11 innych działaczy zostało oskarżonych o zdradę stanu. Moto Nsa otrzymał wyrok 101 lat więzienia in absentia, po czym wyjechał do Hiszpanii, gdzie uzyskał azyl polityczny. Jego partia PPGE została rozwiązana. W lutym 1998 rząd wprowadził nowe prawo wyborcze, zakazujące partiom politycznym formowania koalicji.
W styczniu 1998 uzbrojeni napastnicy przeprowadzili trzy ataki na cele wojskowe na wyspie Bioko. O zamach zostali oskarżeni członkowie separatystycznego ruchu MAIB (Movimento para la Autodeterminación de la Isla de Bioko). Tworzyli go głównie członkowie ludu Bubis, którzy wkrótce zostali aresztowani. W maju ponad 100 z nich zostało skazanych pod zarzutem terroryzmu i zdrady stanu na kary więzienia, a 15 na karę śmierci. We wrześniu prezydent Obiang, pod naciskiem opinii międzynarodowej, zamienił skazanym karę śmierci na karę dożywotniego więzienia. W lipcu 1998 jeden z zatrzymanych liderów MAIB zmarł w areszcie, co wywołało liczne głosy potępienia na temat warunków więziennych w Gwinei Równikowej.
W wyborach parlamentarnych z 7 marca 1999 prezydencka Partia Demokratyczna Gwinei Równikowej (PDGE) zdobyła 75 z 80 mandatów w Izbie Reprezentantów. Opozycja odrzuciła wyniki wyborów i bezskutecznie domagała się ich anulowania, a partię władzy oskarżyła o łamanie prawa wyborczego.
W marcu 2002 ponad 140 członków grup opozycyjnych zostało aresztowanych pod zarzutem planowania zamachu stanu przeciw władzy prezydenta. W czerwcu 68 z nich otrzymało wyroki skazujące na ponad 20 lat więzienia. W lipcu 2002 w więzieniu zmarł Juan Ondo Nguema, skazany miesiąc wcześniej funkcjonariusz policji. Wywołało to kolejne zaniepokojenie opinii międzynarodowej i pytania na temat warunków przetrzymywania więźniów w Gwinei Równikowej. Opozycja stwierdziła, że śmierć policjanta była spowodowana obrażeniami, jakich doznał w trakcie przebywania w areszcie.
Już w lipcu 2001 prezydent Obiang został ogłoszony kandydatem PDGE w przyszłych wyborach prezydenckich. Choć wybory zgodnie z prawem powinny odbyć się w lutym 2003, w listopadzie 2002 prezydent zmienił ich datę na 15 grudnia 2002. Start w wyborach zadeklarował lider opozycyjnej partii CPDS (Convergencia para la Democracia Social), Celestino Bonifacio Bacale, jednakże w dniu głosowania, on, jak i pozostali kandydaci opozycji, ogłosili wycofanie swoich kandydatur w proteście przeciw nieprawidłowościom w procedurze wyborczej. Zarzucili rządzącym nieprzestrzeganie tajności głosowania, zastraszenia wyborców i niewystarczającą liczbę kart do głosowania dla kandydatów opozycji. Rząd określił ich ruch jako działanie „nieracjonalne i antydemokratyczne”. Według oficjalnych wyników wyborów, prezydent Obiang zdobył 97,1% głosów poparcia. Wybory zostały skrytykowane przez Unię Europejską, która wezwała władze do zagwarantowania amnestii przedstawicielom opozycji. Pomimo wezwań prezydenta skierowanych do opozycji z prośbą o przyłączenie się do nowego „rządu jedności narodowej, największe ugrupowania odmówiły udziału w sprawowaniu władzy. Do nowego rządu weszli dwaj synowie Obianga. Teodoro Nguema Obiang Mangue objął stanowisko ministra stanu ds. infrastruktury i leśnictwa, a Gabriel Mbegha Obiang Lima stanowisko sekretarza stanu ds. górnictwa i zasobów hydrowęglowych. W wyborach parlamentarnych z 24 kwietnia 2004 PDGE, wraz z koalicją partii sojuszniczych, zdobyła 98 mandatów w 100-osobowym parlamencie. Pozostałe 2 miejsca zdobyła opozycyjna CPDS.

### Nieudany zamach stanu w 2004

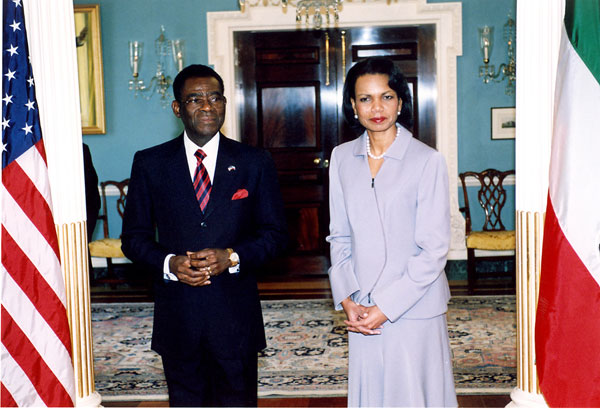
Prezydent Obiang i Condoleezza Rice, 2006

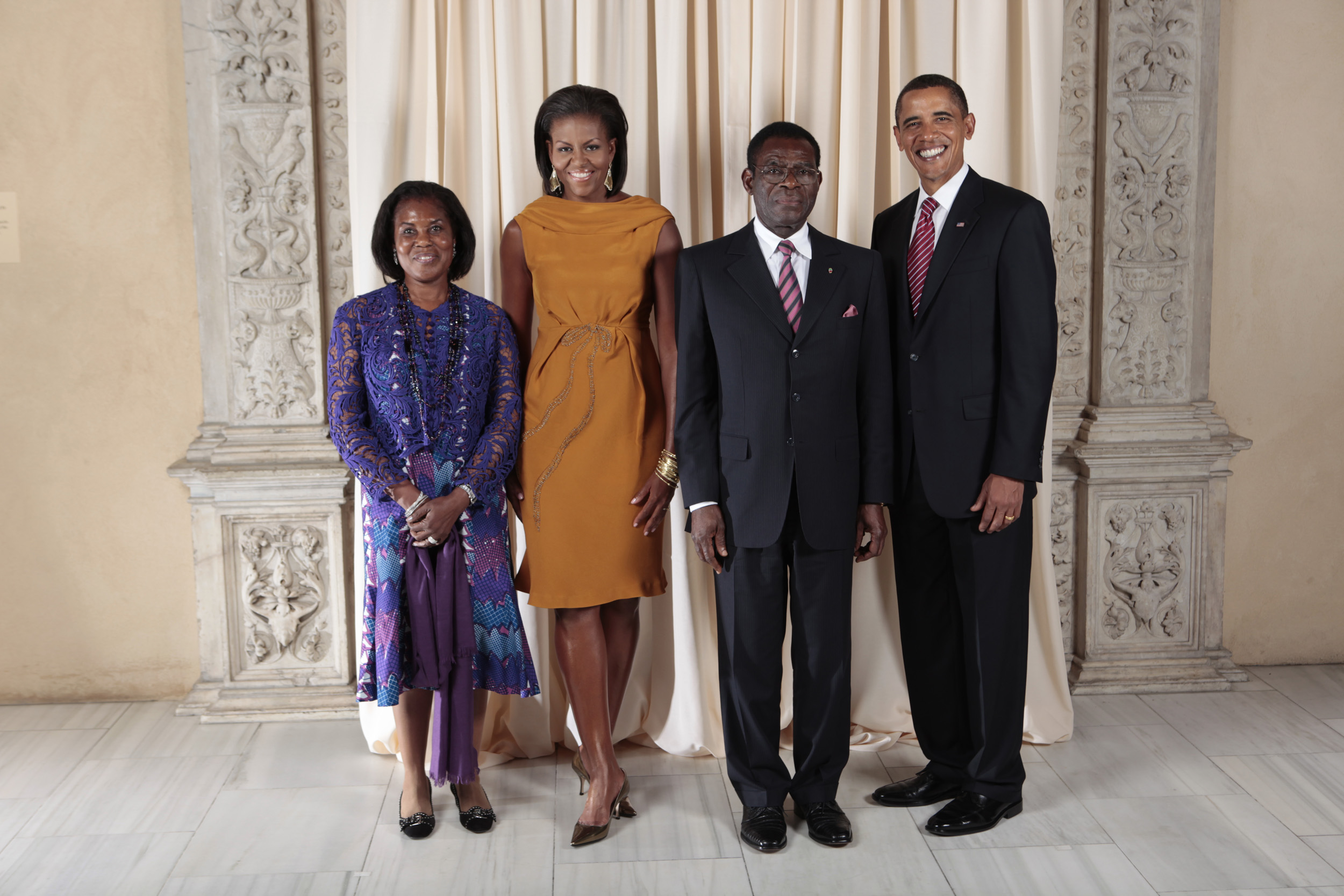
Prezydent Obiang z żoną w towarzystwie Baracka Obamy i Michelle Obamy, 2009

Na początku marca 2004 prezydent Obiang ogłosił wykrycie spisku mającego na celu przeprowadzenie w kraju zamachu stanu przeciwko jego władzy. Spiskowcy mieli zmierzać do przejęcia bogatych zasobów ropy naftowej i ustanowienia nowych władz. W Gwinei Równikowej zatrzymanych zostało 15 osób oskarżonych o udział w zamachu. O przygotowanie zamachu został oskarżony znany najemnik Simon Mann. 7 marca 2004 władze Zimbabwe zatrzymały Manna na lotnisku w Harare, razem z grupą 64 innych osób, na pokładzie samolotu wypełnionego po brzegi bronią. Według Manna, broń ta nie była przeznaczona jednak do dokonania zamachu w Gwinei Równikowej, lecz do ochrony kopalni węgla w Demokratycznej Republice Konga. Rząd w Zimbabwe skazał go na 7 lat więzienia za nielegalne nabycie broni. W lutym 2008 odbyła się jego ekstradycja do Gwinei Równikowej, gdzie w lipcu 2008 został skazany za planowanie zamachu stanu na 34 lata więzienia.
Rząd Gwinei Równikowej utrzymywał, że w zamach zaangażowane były służby USA, Wielkiej Brytanii i Hiszpanii. Jednym z inspiratorów miał być również syn byłej premier brytyjskiej, Mark Thatcher. Sam Simon Mann w swoich zeznaniach potwierdził częściowo te przypuszczenia i ujawnił, że jego mocodawcy planowali uczynić Severo Moto Nsá, premiera rządu Gwinei Równikowej na uchodźstwie, nowym prezydentem Gwinei Równikowej.
2 listopada 2009 prezydent Obiang ułaskawił Simona Manna z powodów humanitarnych, w związku ze stanem jego zdrowia i dał mu 24 godziny na opuszczenie Gwinei Równikowej. Mann w 2008 przeszedł operację usunięcia przepukliny. Doradca Obianga oznajmił, że prezydent uznał, iż Mann ze względu na stan zdrowia powinien żyć w pokoju razem ze swoją rodziną. Mann wyraził wdzięczność prezydentowi za ułaskawienie i żal za udział w spisku, w którym jak powiedział był „pionkiem”, po czym wyjechał do Wielkiej Brytanii.

### Prezydentura 2002–2009
W sierpniu 2006 do dymisji podał się cały gabinet premiera Biteo Boricó po tym, jak prezydent oskarżył go o korupcję, ignoranctwo i złe administrowanie.
29 lutego 2008 Obiang wyznaczył nowy kalendarz wyborczy. Tego samego dnia rozwiązał parlament i zarządził nowe wybory parlamentarne na 4 maja 2008. W wyborach parlamentarnych z 4 maja 2008 Partia Demokratyczna Gwinei Równikowej (PDGE) zdobyła 99 spośród 100 miejsc w Izbie Reprezentantów. Pozostały mandat uzyskał przedstawiciel opozycyjnej partii CPDS, Plácido Micó Abogo. W niektórych okręgach partia prezydenta otrzymała 100% głosów. Opozycja zarzuciła rządzącym fałszerstwa wyborcze i zastraszanie wyborców.
W lipcu 2008, po prezydenckiej krytyce oraz zarzutach o korupcji i złym zarządzaniu, do dymisji podał się rząd premiera Ricardo Mangue Obamy Nfubei. Premier oświadczył, że jego rząd „nie jest w stanie spełnić oczekiwań prezydenta”. Prezydent określił rząd Mangue Obamy jako „jeden z najgorszych, jakie kiedykolwiek sformowano”. Oskarżył też rząd o próbę destabilizacji kraju, a jednego z ministrów o zaangażowanie w próbę zamachu stanu w 2004. Nowym szefem rządu mianował Ignacio Milam Tanga.
W okresie czwartej prezydentury Obianga doszło do kilku incydentów o charakterze zbrojnym lub zamieszek. W grudniu 2007 w Bacie i Malabo doszło do starć na tle etnicznym po tym, jak administracja oskarżyła obywateli Kamerunu o dokonanie napadu na bank. Obywatele tego państwa, w obawie przed przemocą, szukali schronienia w placówkach dyplomatycznych swojego kraju. 17 lutego 2009 władze Gwinei Równikowej oskarżyły nigeryjskich bojowników z Ruchu na Rzecz Wyzwolenia Delty Nigru (MEND, Movement for the Emancipation of the Niger Delta) o ostrzelanie pałacu prezydenckiego w Malabo. W chwili ostrzału prezydent przebywał poza pałacem. Strzały słychać było przez kilka godzin w godzinach porannych. Władze rozlokowały na ulicach miasta wojsko i zorganizowały punkty kontrolne dla mieszkańców. MEND zaprzeczył jednak jakiemukolwiek udziałowi w incydencie. Następnego dnia prezydent poinformował o aresztowaniu 15 bojowników z MEND oraz zabiciu kolejnych kilkunastu w czasie działań obronnych i pościgu.
Ważną sprawą, pozostającą w centrum zainteresowania opinii publicznej w Gwinei Równikowej i zagranicą jest kwestia sukcesji po prezydencie Obiangu. Zmaga się on bowiem prawdopodobnie z rakiem prostaty i miewa kłopoty z sercem. Na jego następcę wydaje się wyrastać syn, Teodorín Nguema Obiang, który zajmuje stanowisko ministra w gabinecie.
Zgodnie z prawem kolejne wybory prezydenckie w Gwinei Równikowej powinny były odbyć się pod koniec 2009. Wbrew temu, 29 lutego 2008 Obiang zapowiedział przeprowadzenie wyborów dopiero w 2010. Po ponad półtora roku zmienił jednak zdanie i dekretem z 15 października 2009 ogłosił ich organizację 29 listopada 2009. Ogłoszenie nowego terminu wyborów na 45 dni przed głosowaniem wywołało niezadowolenie w szeregach opozycji, która stwierdziła, że tak krótki okres czas uniemożliwi jej odpowiednie przygotowanie się i organizację kampanii wyborczej.
Prezydent Obiang od początku był zdecydowanym faworytem wyborów. Jego jednym realnym rywalem mógł być tylko Plácido Micó Abogo, który jako jedyny przedstawiciel opozycji zasiadał w parlamencie. Według oficjalnych wyników, Obiang zdobył 95,37% głosów poparcia, przy frekwencji sięgającej 93%. Micó Abigo, który uzyskał, 3,55% głosów, odrzucił wyniki i oskarżył władze o fałszerstwa. Międzynarodowe organizacje pozarządowe, w tym Human Rights Watch, oświadczyły, że wybory nie spełniły standardów demokratycznych. Wskazywały na szereg uchybień w czasie kampanii wyborczej i w trakcie procesu zliczania głosów.

## Polityka zagraniczna

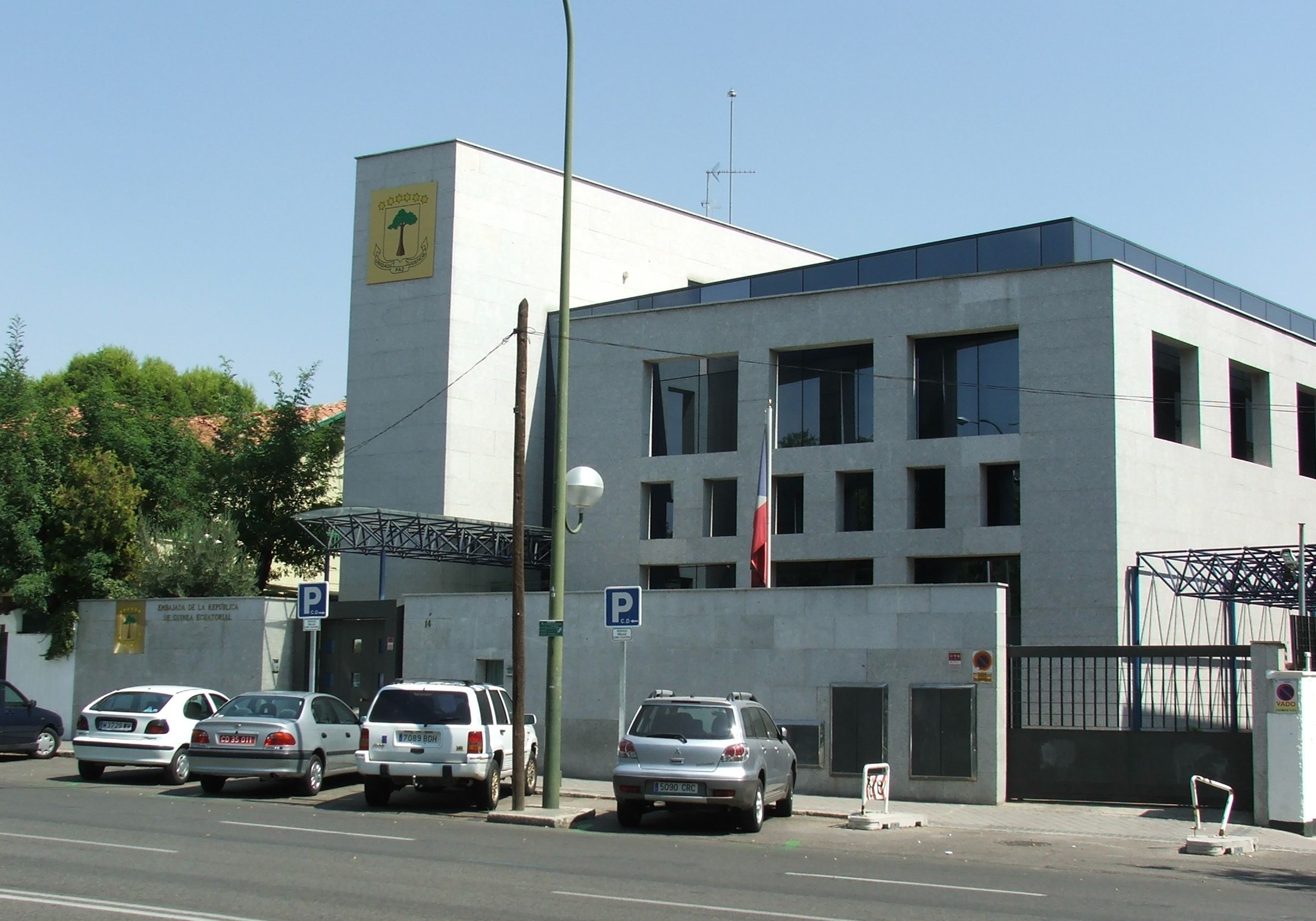
Ambasada Gwinei Równikowej w Madrycie

Najważniejszym partnerem w polityce zagranicznej przez większość prezydentury Obianga pozostawała Hiszpania, dawna metropolia kolonialna. W chwili obejmowania władzy, Obiang zwrócił się do Hiszpanii z prośbą udzielenia mu szerokiej pomocy, co doprowadziło do odzyskania przez nią wpływów w Gwinei Równikowej, po kilku latach napięć w okresie rządów Maciasa. Kraje podpisały stałe porozumienia dotyczące współpracy gospodarczej i technicznej, stosunków własnościowych i relacji handlowych. Stosunki z Hiszpanią pogorszyły się dopiero na początku lat 90. XX w., wraz z pojawieniem się raportów o korupcji, niewłaściwym używaniu środków pomocowych i łamaniu praw człowieka przez administrację prezydenta. Do kryzysu doszło w grudniu 1993, kiedy hiszpański konsul został wydalony z Baty pod zarzutem „wtrącania się w wewnętrzne sprawy kraju” po tym, jak spotkał się z przedstawicielami opozycji. Hiszpania odwołała wówczas swojego ambasadora i z początkiem stycznia 1994 zredukowała o 50% pomoc finansową. Swoją pomoc wstrzymała również Unia Europejska, a UNDP zawiesił część ze swoich programów. W kwietniu 1994 rozpoczęto dwustronne rozmowy międzyrządowe, mające na celu przywrócenie pomocy. W czerwcu, po serii spotkań z Obiangem i przedstawicielami opozycji, uzgodniono stopniowe przywracanie pomocy gospodarczej dla kraju, wraz z monitorowaniem procesu demokratyzacji i przestrzegania praw człowieka. Stosunki administracji Obianga z Hiszpanią poprawiły się znacząco w 1996, po objęciu władzy przez prawicowy gabinet premiera José Maríi Aznara. W 1997 rządy dwóch państw ogłosiły rapprochement – nowe otwarcie we wzajemnych stosunkach. Wywołało to obawy gwinejskiej opozycji o zmniejszenie się nacisków społeczności międzynarodowej na proces demokratyzacji. W drugiej połowie 1997, na wzrost napięcia w stosunkach dwustronnych przyczynił się fakt udzielania schronienia przez hiszpańskie władze opozycjoniście, Severo Moto Nsa. W 1999 państwa podpisały trzyletni pakt o współpracy, który nie zawierał żadnych warunków wstępnych i nie odnosił się w jakikolwiek sposób do sytuacji politycznej w Gwinei Równikowej. W marcu i październiku 2001 prezydent Obiang złożył wizytę w Madrycie, gdzie spotkał się z premierem Aznarem. W ramach polityki rapprochement rozpoczęto rozmowy o umorzeniu części gwinejskich długów wobec Hiszpanii, a hiszpańska stacja radiowa uzyskała koncesję na transmisję w Gwinei Równikowej. Stosunki z Hiszpanią uległy pogorszeniu w 2004, po próbie dokonania w Gwinei Równikowej zamachu stanu. Prezydent Obiang zarzucał hiszpańskim władzom, że wiedziały o planach jego organizacji. Dodatkowo Hiszpania w dalszym ciągu udzielała schronienia opozycyjnemu politykowi, Severo Moto Nsie. Pomimo tego, już po dojściu do władzy socjalistów, prezydent Obiang odwiedził Madryt w 2007.
Na początku lat 80. XX w. Obiang podjął próbę ograniczenia wpływów hiszpańskich i ściślejszego powiązania kraju z francuskojęzyczną strefą gospodarczą. W grudniu 1983 Gwinea Równikowa została członkiem Unii Celnej i Gospodarczej Afryki Środkowej (Union douaniere et economique de l’Afrique centrale), przekształconej w 1999 we Wspólnotę Gospodarczą i Monetarną Afryki Środkowej (CEMAC, Communaute eonomique et monetaire en Afrique centrale). W sierpniu dołączyła do Banku Państw Afryki Środkowej (BEAC), a w styczniu 1985 weszła do strefy walutowej franka, zastępując dotychczasową walutę ekwele frankiem CFA. Wzrastający poziom francuskich wpływów w gospodarce miał odzwierciedlenie w regularnym uczestnictwie prezydenta Obianga w Szczytach Francusko-Afrykańskich i rozszerzeniu programu nauczania języka francuskiego w szkołach. W lutym 1998 język francuski został drugim oficjalnym językiem w Gwinei Równikowej. W marcu 2001 Obiang złożył wizytę w Paryżu, gdzie spotkał się z prezydentem Jakiem Chiraciem, omawiając plany rozszerzenia współpracy w przemyśle naftowym.
Pod koniec lat 90. XX w. prezydent podjął próbę poprawy stosunków z UE. W styczniu 1998 UE ogłosiła jednakże, że nie podejmie współpracy z Gwineą Równikową do chwili znaczącego postępu kraju w przestrzeganiu praw człowieka. W odpowiedzi, Obiang zagroził wycofaniem się z Konwencji z Lomé. W 2001 UE uruchomiła 5-letni program rozwojowy dla Gwinei Równikowej w wysokości 11 mln USD.

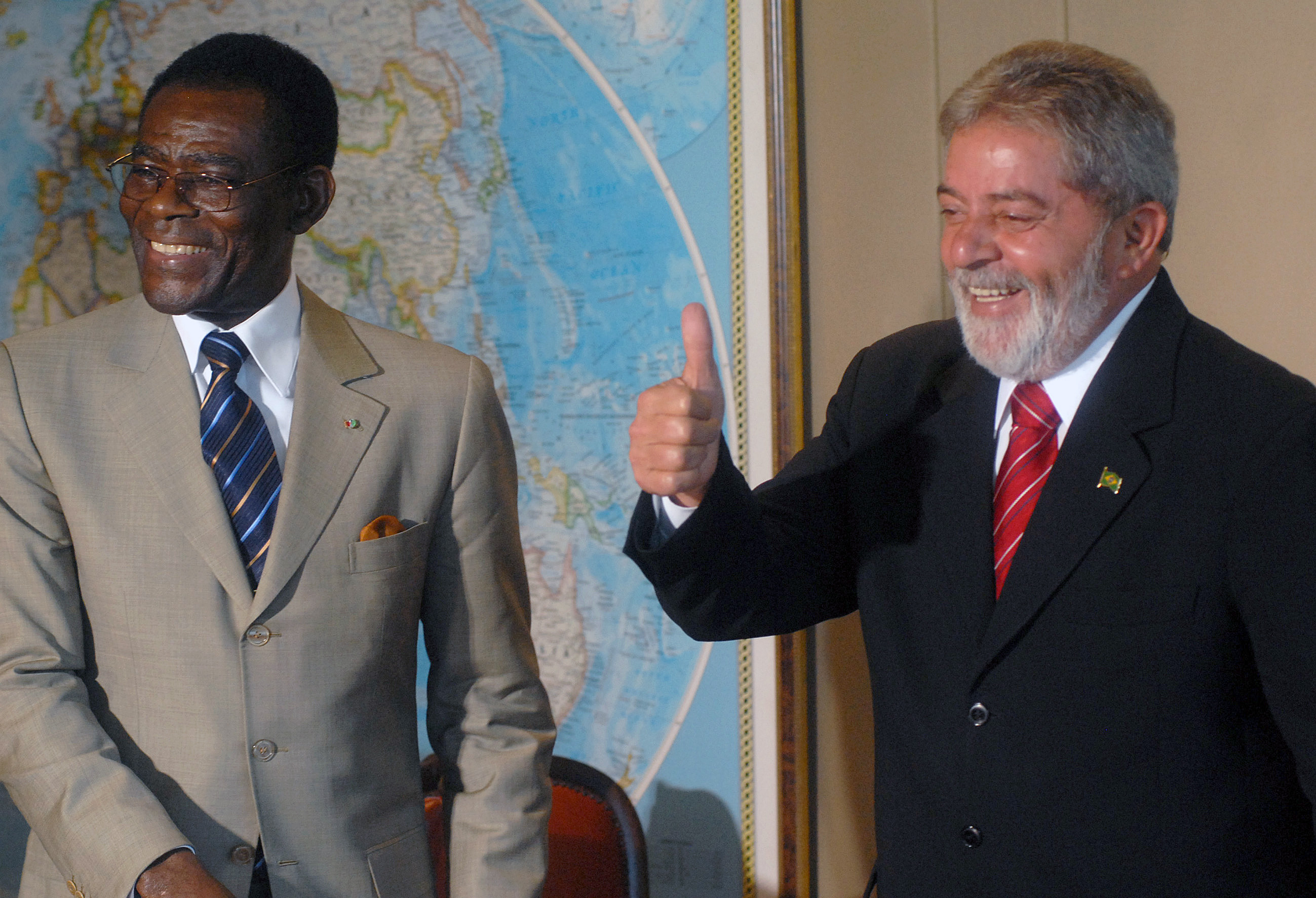
Teodoro Obiang Nguema Mbasogo z brazylijskim prezydentem Lulą da Silvą, 2008

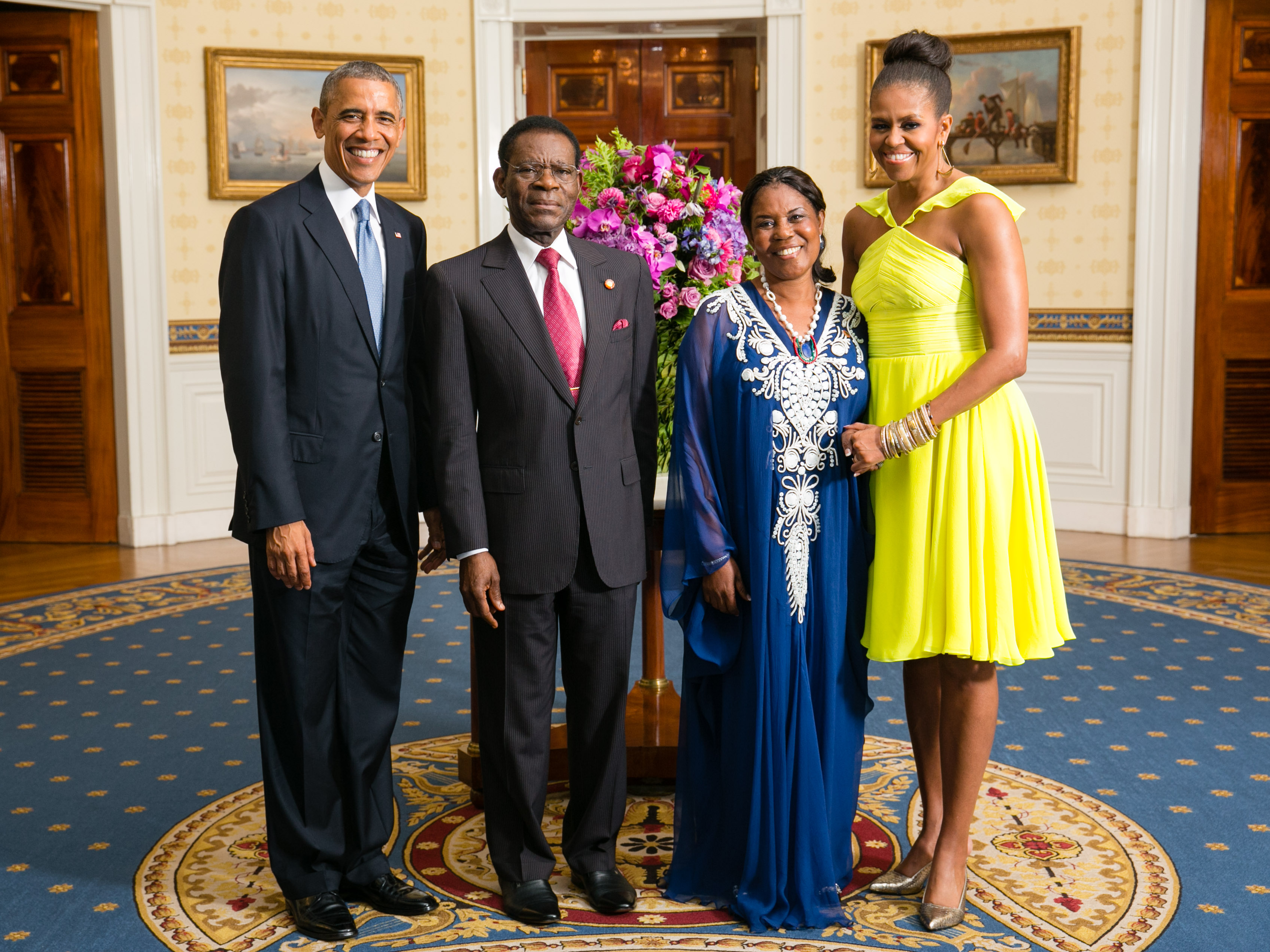
Państwo Obiangowie z prezydentem Stanów Zjednoczonych Barackiem Obamą i jego małżonką, 2014

Prezydent Obiang starał się również nawiązać przyjacielskie relacje z państwami spoza Europy, szczególnie z ChRL i Koreą Północną. We wrześniu 1996 podpisał porozumienie o współpracy gospodarczej z Chinami, przedłużone w 2001 w czasie jego wizyty w Pekinie. Współpraca miała dotyczyć dziedziny infrastruktury i informatyzacji kraju. Dodatkowo prezydent uzyskał częściowe umorzenie długu państwowego i otwarcie nowej linii kredytowej. W lipcu 1998 Gwinea Równikowa nawiązała stosunki dyplomatyczne z Iranem i podpisała z nim porozumienie o współpracy w dziedzinie rolnictwa, opieki zdrowotnej i technologii. Prezydent utrzymywał również poprawne stosunki z państwami Ameryki Łacińskiej, a zwłaszcza z Kubą i Meksykiem. W czasie jego wizyty na Kubie w listopadzie 1999, państwa podpisały porozumienie o współpracy w dziedzinie zdrowia, edukacji i rolnictwa.
Stosunki ze Stanami Zjednoczonymi pozostawały napięte w latach 90. XX w., w okresie rządów administracji Billa Clintona. W 1996 doszło do zamknięcia amerykańskiej ambasady w Malabo. Relacje między krajami uległy poprawie po 2001 i dojściu do władzy prezydenta George’a W. Busha. Państwa podjęły wówczas współpracę w dziedzinie gospodarczej i wojskowej. USA na początku XXI w. stały się największym inwestorem w Gwinei Równikowej, dokonując inwestycji głównie w sektorze naftowym. Po zamachach z 11 września 2001 państwa podjęły współpracę w dziedzinie wojskowej. USA zapewniły pomoc w zakresie szkolenia i zaopatrzenia gwinejskiego wojska w celu podejmowania przez nie skutecznych operacji antyterrorystycznych i współuczestniczenia w operacjach stabilizacyjnych razem z wojskiem amerykańskim.
W Afryce, bardzo dobrze układała się współpraca Gwinei Równikowej z Marokiem, które od 1979 do 1994 utrzymywało w niej swój kontyngent wojskowy. W 1993 prezydent nawiązał stosunki dyplomatyczne z RPA, w 2000 nawiązał ścisłe relacje z Angolą, a rok później ustanowił oficjalne stosunki dyplomatyczne z Libią. Problemami naznaczone były stosunki z Nigerią, najludniejszym państwem Afryki. Państwa spierały się o podział bogatych w surowce mineralne wód. W 1988 Nigeria zagroziła nawet inwazją na wyspę Bioko z powodu rzekomego umieszczania na niej stacji satelitarnej. Sprawę zakończyło dopiero spotkanie przywódców dwóch państw w 1990. W 1994 państwa zgodziły się na powołanie międzynarodowej komisji w celu demarkacji granic morskich w Zatoce Gwinejskiej. Spory terytorialne Gwinea Równikowa toczyła również z Kamerunen i Gabonem, z którym nierozwiązany pozostał konflikt o przynależność wyspy Mbagne. Oba państwa rościły do niej pretensje, gdyż leżała w rejonie obfitującym w zasoby gazu ziemnego i ropy naftowej. W marcu 2003 konflikt ten odżył na nowo po tym, jak prezydent Gabonu Omar Bongo wysłał na wyspę oddziały paramilitarne. Stosunki z najbliższymi sąsiadami uległy pogorszeniu w 2004, gdy po domniemanym zamachu stanu, Gwinea Równikowa wydaliła wielu obywateli państw ościennych. W grudniu 2007 doszło do napięć w stosunkach z Kamerunem po tym, jak władze oskarżyły obywateli tego kraju o dokonanie napadów na banki w Bacie. W 2009 kryzys w stosunkach z Nigerią wywołały oskarżenia władz o ostrzelanie pałacu prezydenckiego przez nigeryjskich bojowników z delty Nigru.

## Charakter rządów Obianga

Gwinea Równikowa, niewielkie państwo w Afryce, rządzone przez 40 lat przez prezydenta Obianga

### Korupcja
Gospodarka Gwinei Równikowej do lat 90. XX w. w głównej mierze opierała się na rolnictwie i leśnictwie. Dopiero w ostatniej dekadzie ubiegłego stulecia, wraz z odkryciem zasobnych złóż ropy naftowej w Zatoce Gwinejskiej, nastąpił szybki rozwój przemysłu naftowego i wzrost dochodów państwa. Do 2002 zyski z wydobycia ropy stały się głównym źródłem dochodów budżetu, a jej zasoby szacowane są na 1,77 mld baryłek. Dochód narodowy na jednego mieszkańca wzrósł z 590 USD w 1998 do 10 000 USD w 2007. Ogromne zyski, uzyskiwane ze sprzedaży surowców, umożliwiły rządzącym konsolidację swojej władzy. Administracja prezydenta Obianga jest oskarżana o korupcję i czerpanie prywatnych korzyści z zajmowanych urzędów. Zyski ze sprzedaży ropy nie trafiają do zwykłych mieszkańców kraju, w 2005 Gwinea Równikowa znajdowała się na 121 (ze 177) pozycji w rankingu Wskaźnika Rozwoju Społecznego. Według ustaleń Stałej Podkomisji Śledczej amerykańskiego Senatu z 2004, prezydent Obiang czerpał osobiste profity od amerykańskich firm naftowych działających w Gwinei Równikowej, a jego depozyty w bankach w USA ocenione zostały na 3 mln USD. Według raportu Departamentu Stanu USA z 2005 na temat praw człowieka, korupcja występowała w Gwinei Równikowej na wszystkich szczeblach władzy. Magazyn „Forbes” w 2006 uznał Obianga za jednego z najbogatszych przywódców państwowych, z majątkiem wartym 600 milionów USD.
W 2007 francuska policja śledcza odkryła, że Obiang Nguema i jego rodzina posiadają nieruchomości w luksusowych dzielnicach Paryża i na Lazurowym Wybrzeżu oraz dysponują flotą luksusowych samochodów. Organizacja Transparency International oskarżyła Obianga o zakup ich ze zdefraudowanych funduszy publicznych. 6 maja 2009 francuski sąd wszczął dochodzenie przeciwko Obiangowi oraz dwóm innym afrykańskim przywódcom: prezydentowi Gabonu Omarowi Bongo i prezydentowi Konga Denisowi Sassou-Nguesso, w sprawie kradzieży państwowych środków i zakup za nie nieruchomości i samochodów we Francji. 29 października 2009 sąd wstrzymał dochodzenie w tej sprawie, argumentując, że Transparency International nie ma kompetencji do występowania przed francuskimi sądami przeciw zagranicznym szefom państw. Prawnicy prezydenta Obianga wyrazili zadowolenie z tej decyzji, oświadczając, że „próby wykorzystania francuskiego wymiaru sprawiedliwości do niejasnych celów zostały skazane na niepowodzenie”. TI wyraziła żal z zakończenia dochodzenia i nazwała ten ruch „prawnie wątpliwym”.
W 2011 roku policja francuska zajęła kolekcję luksusowych aut w posiadłości znajdującej się na 42 Avenue Foch (ścisłe centrum Paryża). Wśród nich znajdowały się m.in. Ferrari Enzo, Ferrari 599 GTO, 2 Bugatti 16.4 Veyron. Jak się okazało było to mienie należące do Teodoro Obiang-a Nguema Mbasogo. Zajęcie, a także śledztwo w sprawie posiadłości na lazurowym wybrzeżu oraz w Paryżu było możliwe dzięki wyrokowi Najwyższego Sądu Francji, który wyraził w październiku 2010 roku zgodę na śledztwo w tej sprawie oraz zajęcie mienia, uznając możliwość zakupu dzięki pieniądzom ze zdefraudowanych funduszy państwowych za niezgodną z prawem.

### Prawa człowieka
Według wielu rodzimych i zagranicznych obserwatorów, reżim Obianga jest jednym z najbardziej skorumpowanych, etnocentrycznych i antydemokratycznych we współczesnym świecie. Obywatele Gwinei Równikowej nie mają możliwości zmiany władzy w sposób pokojowy i demokratyczny. Wybory prezydenckie z 1996 i 2002 nie zostały uznane za wolne i uczciwe, naznaczone były licznymi naruszeniami prawa i zostały zbojkotowane przez opozycję. Gwinea Równikowa jest państwem, zdominowanym przez prezydencką, Demokratyczną Partię Gwinei Równikowej (PDGE). Konstytucja gwarantuje szeroką władzę prezydenta, włącznie z prawem rządzenia za pomocą dekretów i nie przewiduje możliwości jego impeachmentu. Partie polityczne, choć zalegalizowane przez prawo, nie mogą być tworzone w oparciu o kryteria geograficzne czy etniczne, co znacznie utrudnia ich identyfikację z poszczególnymi grupami wyborców. Administracja Obianga ograniczyła wolność stowarzyszeń i zgromadzeń. Do organizacji zgromadzeń powyżej 10 osób, które według władz mają charakter polityczny, wymagana jest oficjalna zgoda. Władza ograniczyła również swobodę krajowych i zagranicznych podróży.
W kraju nie istnieje niezależne sądownictwo, prawo jest rutynowo ignorowane przez działające bezkarnie służby bezpieczeństwa. Powszechne są bezprawne aresztowania i stosowanie tortur w czasie przesłuchań, a warunki więzienne należą do bardzo surowych. Nie mogą skutecznie funkcjonować krajowe organizacje obrony praw człowieka, a działalność międzynarodowych organizacji jest ograniczana. Choć wolność prasy jest zagwarantowana w konstytucji, administracja Obianga w praktyce ją ogranicza. Prawie wszystkie media drukowane, radiowe i telewizyjne są jednostkami państwowymi i podlegają ścisłej kontroli. Wszyscy dziennikarze muszą być zarejestrowani, a prawo prasowe przewiduje obowiązkową cenzurę wszelkich publikacji. Władza nie respektuje praw kobiet i dzieci. Kobiety są obiektem przemocy i nie mają równych szans edukacyjnych. Monopol na sprawowanie władzy posiada grupa etniczna Fang, z której wywodzi się prezydent. Pozostałe grupy, w tym grupa etniczna Bubi, są marginalizowane i dyskryminowane w życiu społeczno-politycznym.
Według raportu Amnesty International z 2008, władze Gwinei Równikowej kontynuowały ograniczanie wolności wypowiedzi, zastraszały i dokonywały aresztowań działaczy politycznych. Służby bezpieczeństwa stosowały tortury wobec zatrzymanych, a sądy ferowały nieuczciwe wyroki w procesach.

### Kult jednostki
Rządy Obianga charakteryzuje propagowanie kultu własnej osoby. Prezydent czyni to na wiele sposobów, jednym z nich jest wygłaszanie publicznych przemówień, w których składa on hołd sobie samemu. Innym przejawem kultu była transmisja publicznego radia z 2003, w której ogłoszono, że prezydent jest „niczym Bóg w niebie” i posiada „wszelką siłę nad ludźmi i rzeczami”. Zadeklarowano w jej trakcie, że jest on „w stałym kontakcie z Wszechmogącym”, dostaje od niego siłę i z tego powodu może swobodnie decydować o śmierci innych.
Wiele budynków w Gwinei Równikowej posiada prezydenckie logo, w miastach i wsiach jego imieniem nazywane są ulice, a na bazarach sprzedawana jest odzież z wizerunkiem Obianga. Podobnie jak jego wuj i wielu innych afrykańskich dyktatorów, jak Idi Amin czy Mobutu Sese Seko, również Obiang przyjął kilka zacnych tytułów: El Jefe (Szef), Lord Wielkiej Wyspy Bioko, Annobón i Río Muni, Wielki Generał Alifanfarón. Również jak w przypadku Amina, pojawiły się pogłoski o rzekomym kanibalizmie Obianga.

## Wyniki wyborcze
| Wybory prezydenckie | Miejsce | Procent głosów | Liczba głosów | Uwagi                                       |
| ------------------- | ------- | -------------- | ------------- | ------------------------------------------- |
| Referendum 1982     | 1       | 95,38%         | 139 777       | jedyny kandydat w referendum konstytucyjnym |
| Wybory 1989         | 1       | 99,96%         |               | jedyny kandydat w wyborach prezydenckich    |
| Wybory 1996         | 1       | 97,85%         |               | bojkot opozycji                             |
| Wybory 2002         | 1       | 97,1%          |               | bojkot opozycji                             |
| Wybory 2009         | 1       | 95,37%         | 260 462       | nie spełniły standardów demokratycznych     |

Źródło: African Elections Database, Presidente de la Republica.